# Joseph Kony
Joseph Kony (izgovorjava: [koɲ]; rojen leta 1961) je vodja Ugandske gverile. Je na čelu LRA (Lord´s Resistance Army) oziroma v prevodu Gospodove uporniške vojske. Sprva je užival zelo močno podporo javnosti, vendar se je kmalu obrnil proti podpornikom, zaradi želje da bi »očistil« Aholijsko ljudstvo in spremenil Ugando v teokracijo, katere temelje bi predstavljale deset božjih zapovedi.
LRA je vojaška skupina oz. organizacija z izjemno religiozno ideologijo, ki je sinkretična mešanica misticizma, Aholiškega nacionalizma in krščanstva, znana po grozodejstvih, storjenih proti civilnemu prebivalstvu, vključno z umori, posilstvi, namernim pohabljanjem in v nekaterih primerih celo kanibalizmom.
Pod Konyjevim vodstvom je LRA prišla na slab glas zaradi svojih dejanj zoper ljudstvo v več državah, vključno s severno Ugando,Ruando Demokratično republiko Kongo, Srednjeafriško republiko, Južnim Sudanom in Sudanom. Vse odkar se je upor leta 1986 pričel, naj bi po ocenah, LRA ugrabila okoli 66.000 otrok in jih prisilila v boj zanjo, ali pa jih uporabila kot spolne objekte. V tem času je v državljanski vojni med vlado in LRA umrlo na tisoče ljudi, več kot 2 milijona ljudi pa je bilo izgnanih z domov. Od septembra leta 2008 je LRA v Južnem Sudanu in Demokratični Republiki Kongo ugrabila 711 civilistov (od tega 540 otrok), pregnanih pa je bilo okoli 160.000 ljudi.[3]
Leta 2005 je bil Kony obtožen vojnih zločinov pred Mednarodnim kazenskim sodiščem v Haagu na Nizozemskem, vendar se je izognil aretaciji.

## Zgodnje življenje
Kony je bil rojen leta 1961 v vasi Odek, vzhodno od Guluja na severu Ugande. Je pripadnik Aholijskega ljudstva. Njegov oče je bil Luizi Obol, kmet, mama pa Nora. Kony je imel dobre odnose s svojimi brati in sestrami, a čim so se sprli, se je odzval s fizičnim nasiljem. Njegov oče je bil odločen katehet katoliške cerkve, mama pa je bila Anglikanka. Nekaj let je bil tudi ministrant, vendar je v cerkev prenehal hoditi okoli 15 leta starosti in takrat tudi prekinil s šolanjem.
Kot najstnik je bil Kony v vajeništvu za vaškega zdravilca pri svojem starejšem bratu Jamieju Browu. Po bratovi smrti je Kony prevzel njegov položaj.

## Lord´s Resistance Army (LRA)
Konyjeva organizacija se je sprva imenovala United Holy Salvation Army (UHSA) in sprva ni bila razumljena kot grožnja za NRA. Leta 1988 je postala pomemben člen Ugandskih afer: dogovor med NRA in Ugandsko ljudsko demokratično vojsko je pustil člane UPDA nezadovoljne in mnogi so se v znak upora pridružili UHSA. Ena izmed takih oseb je bil poveljnik Odong Latek, ki je prepričal Konyja v uporabo standardne vojaške taktike namesto napadanja v krožno oblikovanih formacijah. Nova taktika se je izkazala za uspešno in UHSA je doživela več manših zmag proti NRA.
NRA se je odzvala z važnimi političnimi in vojaškimi ukrepi, imenovanimi Operation North za oslabitev Konyjevega gibanja. Operacija je bila za UHSA uničujoča in število pripadnikov se je z več tisoč zreduciralo na nekaj sto posameznikov, odzvali so se s povračilnimi napadi na civiliste in sodelavce NRA. 
Večina Konyjeve pehote (»foot soldiers«) sestavljajo otroci. Ocene o tem, koliko otrok so vpoklicali od leta 1986 dalje, se razlikujejo. Nekateri pravijo, da jih je celo 104.000. Pri ugrabljanju otrok Konyjeva vojska pogosto pobije celotno družino in sosede, otroke pa brez izbire ugrabi in prisili v boj. Leta 1992 je Kony skupino preimenoval v United Democratic Christian Army (združena demokratična krščanska vojska).
Po desetih letih se je LRA okrepila z vojaško podporo sudanske vlade, kar je bilo maščevanje Sudana Ugandi za podporo Južnemu Sudanu pri osamosvajanju. Sudan je svojo podporo LRA, kmalu po tem, ko je Mednarodno kazensko sodišče v Haagu izdalo nalog za aretacijo Konyja, umaknil.
Kony je v javnost prodrl zgodaj marca leta 2012, ko je Jason Russell posnel tridesetminutni film z namenom, da bi obvestil javnost o tem vojnem zločincu. Kampanja temelji na ideji, da mora postati Kony splošno poznana osebnost, zato da bi ljudje začeli pritiskati na vlade po svetu, da se Konyja dokončno ustavi in aretira. Zato poteka množično razširjanje novic o njem po družabnih omrežjih kot je Facebook, načrtuje pa se tudi plakatiranje po vsem svetu. 
Glavnina kampanje se bo zgodila 20. aprila 2012.